# Las hijas de Danao
Las hijas de Danao es el primer largometraje escrito y dirigido por Fran Kapilla, rodado en 2013 entre París y Málaga y estrenado en 2014. Es una película de suspense en la que, a través de una compleja trama que mezcla ópera y disturbios urbanos, se reflexiona sobre el sentimiento de venganza y sus consecuencias, así como las repercusiones de la lealtad.

## Sinopsis
Durante los ensayos de la ópera Les Danaïdes, la famosa soprano Larissa Vilvorde  (Erica Prior) recibe una amenaza de muerte anónima. Coincidiendo con los disturbios de Francia de 2005, intentarán resolver el misterio dos singulares detectives: Pierre Lerosse (Paco Roma), un policía retirado; y Alain Beaumont (Max Millán), un manifestante con antecedentes policiales.

## Reparto
- Paco Roma (Pierre Lerosse, policía retirado)
- Max Millán (Alain Beaumont, manifestante)
- Beatriz Rico[2] (Thérèse Voiron, directora de la revista Le Journal de la Musique)
- Susanna Pauw (Michelle Lambert, escultora)
- Mónica Aragón[3] (Blanche Girard, directora de escena)
- Antonio Montiel[4] (director de orquesta)
- Jose Vallejo (Denis Hubert, guardaespaldas)
- Frank Vélez (Paul, guardaespaldas)
- Erica Prior (Larissa Vilvorde, soprano en el papel de Hypermnestre)
- Rafa Chaves (Georges Marchand, bajo en el papel de Danaüs)
- Norberto Rizzo (Serge Bertrand, tenor en el papel de Lyncée)
- Ángel Rubio (Maxime Debande, manifestante)
- Sarai Trujillo (Françoise Giles, brigada de gendarmería)
- Antonio Martín (Dupont, comisario)
- Kiu López (ministro)
- Mel Rocher (Jean Voiron, marido de Thérèse Voiron)
- Eduardo Duro (inspector Janvier Mignon)
- Fernando de Mora (Louis, barman)
- Encarni Migueles (Nicole Cézanne, reportera)
- Ana Ruiz (Anne Sadoul, soprano en el papel de Plancippe)
- Ángel Velasco (bajo en el papel de Pélagus)
- Bianca Kovacs (cantante en el papel de Midea)

## Producción
Artefilms, asociación de Fran Kapilla y Escarlata Godiri, produce Las hijas de Danao, siendo éste el primer largometraje de la productora. Cuenta además con el mecenazgo mediante donaciones de particulares y empresas como Samyang Optics y con el trabajo cooperativo del equipo técnico y del reparto.

## Tráiler
El 28 de abril de 2013, se proyectó por primera vez el tráiler de Las hijas de Danao, en el auditorio del museo Carmen Thyssen Málaga en el contexto del XVI Festival de Málaga de Cine Español. Debido a la gran afluencia de espectadores (más de doscientas personas), la Coordinación del Festival gestionó un segundo pase inmediatamente después del anterior.

## Festivales de cine
Las hijas de Danao compite en diversos festivales internacionales de cine.
- Se estrenó en marzo de 2014 en el XVII Festival de Málaga de Cine Español,[1] (en el Cine Albéniz y en el Multicines Alfil Fuengirola).[9]
- Seleccionada en Sección Oficial en el II Indian Cine Film Festival, proyectándose en la gala de Bombay, el 27 de septiembre de 2014.[10] Recibe el Certificate of Excellence del festival.[11]
- Seleccionada en Archidona en la XI Muestra de cine andaluz y del Mediterráneo, proyectándose el 7 de octubre de 2014.[12]
- Ganadora del Primer Premio Platinum Award del Filmmakers of the Year 2014 Film Festival de Yakarta, el 15 de noviembre de 2014.[13]
- Seleccionada en Sección Oficial en el XIX Festival de Cine de Zaragoza, proyectándose el 26 de noviembre de 2014 en Cines Aragonia.[14]
- Seleccionada en el V CinemAvvenire Film Festival, proyectándose el 16 de diciembre de 2014 en Roma.[15]
- Nominada al Narrative Feature Award del I International Film Festival de Erie, en diciembre de 2014.[16]
- Nominada al Premio ASECAN Música 2015 de la Asociación de Escritoras y Escritores Cinematográficos de Andalucía.[17]
- Preseleccionada en el X Festival Internazionale D'Arte Cinematografica Digitale de Imperia, de abril de 2015.[18]
- Finalista Best Feature Movies en el II Florida Movie Fest. Se proyecta el 2 de mayo de 2015 en Casselberry.[19]
- Finalista World Awards of Merit en el III World Film Awards de Yakarta, de junio de 2015.[20]
- Tercer finalista Feature Foreign Suspense-Thriller en el XX Indie Gathering International Film Festival de Hudson, de agosto de 2015.[21]
- Seleccionada en La Rioja es de Cine: I Festival Internacional de Cortometraje y Cine Indie. Se proyecta en Logroño el 16 de septiembre de 2016.[22]
- Ganadora del Premio a Mejor Actriz Nacional a Beatriz Rico en el I Festival de cine de autor y cine independiente de Mallorca.[23] Se proyecta en Palma de Mallorca en enero de 2017.[23]
- Seleccionada en el III My True Story Film Festival, Los Ángeles. La proyección se cambia a modalidad online (streaming) el 6 de marzo de 2020.
- Finalista en el V Sacramento Underground Film & Arts Festival.[24] Se cancela la proyección de julio de 2020 debido a la pandemia por     coronavirus.
- Seleccionada en el I New Indie Film Festival of London. Proyección en Londres el 30 de mayo de 2020.
- Seleccionada en el V Ciudad del Este Independent Fim Festival, en 2020. Proyección el 18 de septiembre de 2020.[25]

## Distribución
- Desde 2023, la película completa se puede ver gratuitamente en la plataforma de streaming Plex, entre otras plataformas.

## Making-of(Cómo se hizo)
- En 2020 se publica el libro titulado Las hijas de Danao: Un rodaje desde Málaga a París
- En 2023 se publica el documental en YouTube titulado Making of "LAS HIJAS DE DANAO"